# 푸펑 (시인)
푸펑(중국어: 蒲风, 병음: Pú Fēng, 한자음: 포풍, 1911년 ~ 1942년)은 중국의 시인이다. 본명은 황르화(黄日华)이며, 황펑(黄风)이라는 필명도 사용했다. 광둥성 메이현에서 태어났고, 청년 시절 상하이의 중국공학에서 학습하였으며 1927년부터 시를 쓰기 시작했다. 1932년 9월, 그는 상해에서 좌익작가연맹의 영도하에서 런쥔(任鈞), 양싸오(楊騷), 무무톈(穆木天) 등과 함께 중국시가회를 조직하였다. 그는 중국시가회의 시인들 속에서 가장 활약적이고 많은 성과를 올린 청년시인의 한 사람이다. 또한, 그는 중국시가회의 조직자의 한 사람이며 또 자기 주장의 충실한 실천가이다. 항일전쟁 시기에 그는 신사군을 따라 화동 여러 지역들에서 싸우다가 1943년에 완난(皖南)에서 병사하였다.

## 작품 활동
- 중국시가회의 활동 - 자산계급의 퇴폐적이고 몰락한 시풍과 맞서서 시가의 정상적인 발전을 기하기 위하여 투쟁하였다. 그들은 목전의 현실투쟁을 반영하며 반제반봉건적 내용을 쓸 것을 주장하였으며 시가의 대중화를 제창하였다. 1935년 겨울 '국방시가(國防詩歌)' 운동이 벌어졌을 때 중국시가회 동인들은 이 운동에 열정적으로 뛰어들었으며 《국방시가총서》를 출판하여 항일구국운동에 적극 이바지하였다.
- 작품 - 《까마귀 소리》, 《저녁 노을》
  - 《까마귀 소리》 - 대혁명이 실패된 후의 백색테러하에서 내놓은 첫 시편이다. 시는 대혁명이 실패한 후의 중국 현실을 묘사하면서 압박과 반항, 광명과 암흑간의 치열한 투쟁을 반영하였다. 시인은 시의 마지막 구절에서 "이르는 곳마다에 사람의 목숨을 초개 같이 여기는 도살장이다. 허나 사람들이여! 신성한 가치는 휘날리고 있다."고 사람들을 투쟁에로 고무하였다.
  - 《저녁 노을》(1929年 6월) - 주제로써 '암야(暗夜)'는 광명과 암흑의 결전, 즉 "진붉은 피방울 속에서 새로운 내일이 일어날 것이다."고 예시하였다.
- 작품(1934년 이후의 시집) - 《망망한 밤 茫茫夜》, 《생활 生活》, 《강철의 노래 鋼鐵的歌唱》, 《요람가 搖籃歌》, 《항전3부작》, 《어두운 모퉁이》
  - 《망망한 밤》(1933年) - 시인은 광풍이 이는 망망한 밤중에 한 자애로운 어머니가 '가난뱅이 군대'로 나간 아들이 돌아오기를 바라는 애타는 심정의 토로를 통하여 제국주의, 지주관료들이 농민을 약탈하는 죄행을 적극 고발하였고 농촌청년들의 각성을 표현하였다. [시의 내용] 어머니! 어머니! 어머니! 더는 이런 삶에 굴복할 수 없나이다! 우리에겐 힘이 있고 끓는 피가 있나니 우리에겐 민중이 한뜻으로 된 단결이 있나니. 이제 우리는 우리 손으로 모든 것을 세우오리다! 〈중략〉 나는 우리 대중을 위하여 집을 떠났나이다. 우리의 사업을 위하여 당신과 그 사람을 떠나왔나이다! 어머니! 어머니! 부디 걱정마소서!
- 작품(장편서사시) - 《6월의 불길 六月流火》,《불쌍한 자》
  - 《6월의 불길》 - 왕가장(王家莊) 농민들이 원시적인 무기를 휘두르면서 피비린 학살도 두려워하지 않고 생존을 위하여 일어선 투쟁을 진실하게 묘사함으로써 요원의 불길로 타오르는 시대적 풍모를 집중적으로 반영하였다.
- 작품(시평론집) - 《현대중국시문단》

1. ↑  권철, 김제봉 (1989). 《중국 현대 문학사》 1990판. 청년사. 326쪽.